# Cinos (Grècia)

Mapa de la zona de Grècia central on se situen algunes de les principals ciutats de l'antiga Lòcrida. Cinos se situava a la costa de la part oriental

Cinos (en grec, Κύνος) és un antic assentament amb troballes de l'edat del bronze i primera edat del ferro, que es va descobrir als afores de la ciutat de Livanates, a Grècia central. El jaciment costaner, que mira a l'estret de Calcis i la propera illa d'Eubea, s'ha identificat com l'antiga ciutat de Cinos.

## Història
L'antiga ciutat ja era esmentada al Catàleg de les naus homèric com una ciutat de Lòcrida Opúncia. Es va convertir en el port d'Opunt, ciutat de la qual distava uns seixanta estadis —aproximadament 11 km— segons Estrabó. La tradició considerava Cinos com el lloc on havia viscut Deucalió i on es trobava la tomba de Pirra, personatges de mitologia grega.
S'atribuïa a colons procedents de Cinos la fundació d'una ciutat a Eòlida anomenada Canas, enfront de l'illa de Lesbos. Cinos fou un dels indrets que patí la destrucció provocada per un tsunami esdevingut després d'un terratrèmol l'any 426 aC. El 207 aC, en el marc de la Primera Guerra macedònica, Cinos, que apareix definida com un empori d'Opunt, fou on es va dirigir la flota de Publi Sulpici Galba Màxim després de fracassar en l'atac contra Calcis.

## Arqueologia

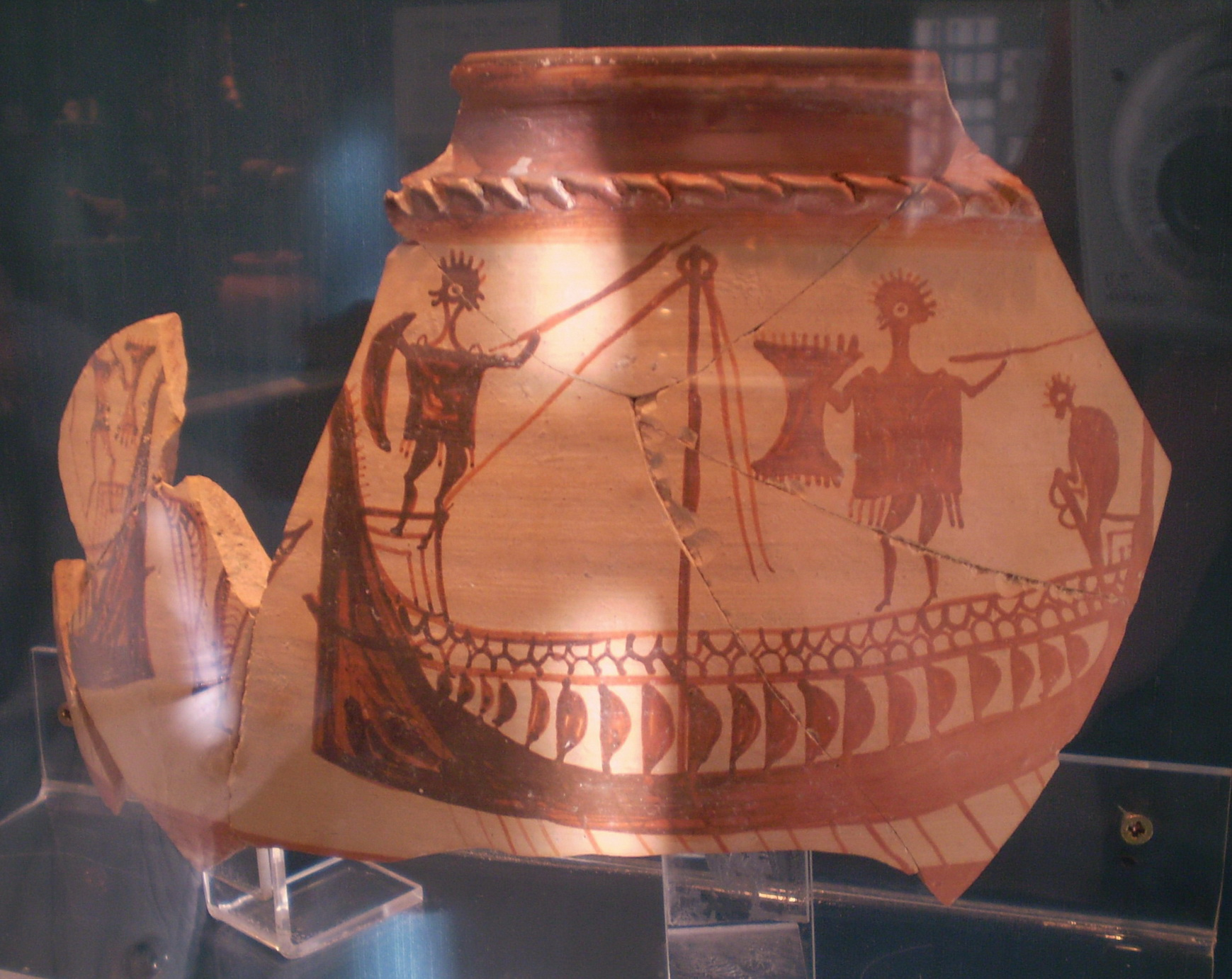
Escena naval representada en una peça de ceràmica trobada a Cinos, pertanyent al període hel·làdic tardà IIIC, exposada al Museu Arqueològic d'Atalanti

El jaciment arqueològic s'excavà entre 1985 i 1995.
Les troballes del jaciment mostren que el lloc estigué habitat permanentment entre l'edat del bronze (des del 3000-2800 aC) i el període romà d'Orient primerenc (segle v o vi). Entre les restes, destaquen les de l'època de l'edat del bronze tardana, a l'entorn del segle xii aC. L'assentament sofrí una destrucció a mitjan segle xii aC, per l'acció d'un terratrèmol, i una altra a final d'aquest mateix segle, on s'aprecien petjades del foc que també pogué ser causat per un terratrèmol. Les muralles pertanyen al període hel·lenístic.